# 聖体秘蹟の書
『聖体秘蹟の書』（せいたいひせきのしょ、仏: Le Livre du Saint-Sacrement）は、オリヴィエ・メシアンが作曲した、聖餐を題材としたオルガン作品集である。1984年から1985年にかけて作曲され、1986年に初演された。 

## 作曲の経緯
『聖体秘蹟の書』は、レイ・ファーガソン (Ray Ferguson) とアメリカ・オルガニスト協会ミシガン州デトロイト支部によって委託され、協会の全国大会で発表される予定だった。メシアンは1931年以来パリのサントトリニテ教会のオルガン奏者を務めていたが、メシアンによればその典礼のためにしてきた長年の即興演奏を集めたという。

## 構成
作品は18曲から構成される。
1. Adoro te (汝を讃えん)
2. La Source de Vie (生命の泉)
3. Le Dieu caché (身を隠し給う神)
4. Acte de Foi (信仰の行為)
5. Puer natus est nobis (我らの生れしみどり子)
6. La manne et le Pain de Vie (マンナと生命のパン)
7. Les ressuscités et la lumière de Vie (復活させられた人々と命の光)
8. Institution de l'Eucharistie (聖体の秘蹟の制定)
9. Les ténèbres (闇)
10. La Résurrection du Christ (キリストの復活)
11. L'apparition du Christ ressuscité à Marie-Madeleine (復活したキリスト、マグダラのマリアに現れる)
12. La Transsubstantiation (聖変化)
13. Les deux murailles d'eau (水の二つの壁)
14. Prière avant la communion (聖体拝受前の祈り)
15. La joie de la grâce (恩寵の喜び)
16. Prière après la communion (聖体拝受後の祈り)
17. La Présence multipliée (さまざまな現存)
18. Offrande et Alleluia final (捧げものと最後のアレルヤ)

## 初演
『聖体秘蹟の書』は、1986年7月1日にデトロイトのメトロポリタン・ユナイテッド・メソジスト教会でAlmut Rößlerにより行われた。教会の劣悪な音響とオルガンの機械的問題にもかかわらず、『ディアパソン』と『アメリカン・オルガニスト』による批評はポジティブなものであった。